# 亚历山大·J·达拉斯
亚历山大·詹姆斯·达拉斯（Alexander James Dallas，1759年6月21日—1817年1月16日），美国政治家，美国民主-共和党成员，曾任美国财政部长（1814年-1816年）。